# توماس بلانشارد (مخترع)
توماس بلانشارد (بالإنجليزية: Thomas Blanchard)‏ هو مخترِع أمريكي، ولد في 24 يونيو 1788 في Sutton, Massachusetts ‏ في الولايات المتحدة، وتوفي في 16 أبريل 1864 في سبرينغفيلد في الولايات المتحدة.
```
ساهم هذا المخترع في تطوير آلات الورش. و اخترع آلة المشرطة التي تحمل اسمه.
[
5
]
```

## وصلات خارجية
- توماس بلانشارد على موقع الموسوعة البريطانية (الإنجليزية)